# Ulica Zamkowa w Sanoku
Ulica Zamkowa w Sanoku – ulica w dzielnicy Śródmieście miasta Sanoka.
Biegnie od zbiegu z rynku i placu św. Jana w stronę zachodnią aż do ulicy Adama Mickiewicza przechodząc w ulicę Żwirki i Wigury.
Nazwa ulicy pochodzi od tego, że prowadzi do zamku. 
W okresie zaboru austriackiego w ramach autonomii galicyjskiej na przełomie XIX/XX wieku ulicę zamieszkiwała w większości ludność żydowska. Podczas II wojny światowej w okresie okupacji niemiecka w Polsce 1939-1945 ulica została przemianowana na niemieckojęzyczną nazwę Zamkowastrasse, po przemianowaniu Schlossstrasse.

## Zabudowa
W 1972 zamek oraz inne obiekty przy ulicy Zamkowej, pod ówczesnymi numerami 2, 19, 20, 22, 28, zostały włączone do uaktualnionego wówczas spisu rejestru zabytków Sanoka.
Zabudowania ulicy Zamkowej od rynku i placu św. Jana:
- Do września 1939 istniała Wielka Synagoga[9]. W okresie PRL w tym miejscu powstał biurowiec, w którym od 1969 funkcjonowała administracja i dyrekcja Sanockiego Przedsiębiorstwa Budowlanego, a równocześnie także hotel robotniczy[10][11][12]. Później budynek zamieniono na blok mieszkalny, w 1993 oddano tam do użytku 64 mieszkania[13]. Blok także figuruje pod numerem 3 ulicy Zamkowej[14].
  - Naprzeciw miejsca położenia synagogi w czerwcu 2014, został ustanowiony kamień pamiątkowy wraz z tablicą upamiętniającą Żydów pomordowanych w latach II wojny światowej w Sanoku. Zgodę wyraziła Rada Miasta Sanoka uchwałą z 25 kwietnia 2013, zaś środki celem ufundowania obiektu zapewniono w budżecie miasta[15]. Inskrypcja o treści zaproponowanej przez Towarzystwo Przyjaźni Izrael–Polska, w języku polskim, hebrajskim i angielskim brzmi: Naprzeciw znajdowała się synagoga, zbezczeszczona i spalona przez niemieckich okupantów. Pamięci ponad 10 000 Żydów z Sanoka i okolic zamordowanych w latach II wojny światowej przez niemieckich ludobójców[16].
- Mała Synagoga pod adresem Plac Zamkowy 3 / Rynek 10, obiekt wpisany do rejestru zabytków.
- Budynek tzw. Zajazd pod numerem 2. Siedziba Muzeum Historycznego. Budynek został wpisany do wojewódzkiego (1958)[17] oraz do gminnego rejestru zabytków miasta Sanoka[8][18].
- Schody Zamkowe odchodzące od ulicy Zamkowej poniżej budynku Zajazdu.
- Skwer Janusza Szubera (nazwany w 2021), położony przy wyjściu na Schody Zamkowe, pomiędzy budynkiem b. Zajazdu a kompleksem zamkowym[19].
- Zamek Królewski pod numerem 2. Budynek został wpisany do wojewódzkiego (1952)[17] oraz do gminnego (zamek i studnia) rejestru zabytków miasta Sanoka[18]. W otoczeniu zamku znajdują się:
  - Rzeźba plenerowa „Woje” autorstwa Romana Tarkowskiego, umieszczona w czerwcu 1975 z okazji Dni Kultury Oświaty, Książki i Prasy[20][21].
  - Klon zwyczajny, zasadzony obok bramy wjazdowej do zamku, w ramach obchodów 100-lecia odzyskania niepodległości przez Polskę, przypadających na 11 listopada 2018[22]; inskrypcja na tabliczce brzmi: W 100 lecie odzyskania niepodległości przez Polskę. Klon zwyczajny (Acer platanoides). 11 listopada 2018. Burmistrz Miasta Sanoka. Okręg Bieszczadzki LOP.
- Budynek pod numerem 5. Dawniej jeden z dwóch internatów sanockich szkół ekonomicznych przy tej ulicy (drugim był budynek nr 16)[23].
- Dom pod numerem 6, obiekt nieistniejący, w przeszłości wpisany do rejestru zabytków.
- Budynek pod numerem 7 – do 1939 mieścił posterunek żandarmerii[24][25][26].
- Nieistniejący dom pod numerem 9, należący do rodziny Hrabar[27].
- Zbór Ewangelicznej Wspólnoty Zielonoświątkowej pod numerem 11, u zbiegu z ulicą Cerkiewną[28]. W przeszłości pod numerem 217; na przełomie XIX/XX stanowił budynek szpitala wojskowego[29][30][31].
- Sobór Świętej Trójcy pod numerem 14. Pierwotnie cerkiew Zesłania Ducha Świętego w Sanoku z funkcjonującą w niej parafią pod tym wezwaniem). Obecnie parafialna świątynia prawosławna. Zespół cerkwi (świątynia i dzwonnica) został wpisany do wojewódzkiego (1952)[17] oraz do gminnego rejestru zabytków miasta Sanoka[18].
- Kamienica pod numerem 16. Siedziba parafii Świętej Trójcy (do 2016 r. również diecezji przemysko-nowosądeckiej). Budynek został wpisany do wojewódzkiego (1987)[17] oraz do gminnego rejestru zabytków miasta Sanoka[18].
- Budynek należący do rodziny Kieszkowskich, usytuowany w okolicy obecnego skrzyżowania z ul. Jana III Sobieskiego od strony wschodniej, zlikwidowany ok. lat 70. XX wieku[32].
- Dworek pod numerem 19 pochodzący z 1888 roku. Obiekt nieistniejący przy ulicy. W przeszłości wpisany do rejestru zabytków[8][33][34].
- Dom pod numerem 20. Obiekt zabytkowy (1972)[8]. Został przekazany do Muzeum Budownictwa Ludowego w Sanoku[35].
- Dom pod numerem 22, obiekt nieistniejący. W przeszłości wpisany do rejestru zabytków[8].
- Dom pod numerem 28. W przeszłości obiekt zabytkowy (1972)[8].
- Budynek pod numerem 30. Budynek został wpisany do wojewódzkiego (1990)[17] oraz do gminnego rejestru zabytków miasta Sanoka[18].
- Nieistniejący dworek umiejscowiony orientacyjnie naprzeciw obecnego zbiegu z ulicą Sanową; według różnych źródeł właścicielami była rodzina Łepkowskich (Karol Łepkowski)[36] oraz rodzina Tchorznickich (Aleksander Mniszek-Tchorznicki)[37][38].

Przy ulicy przed 1939 działał Hotel „Grand” (w budynku hotelu Grand fotograf Jakub Puretz prowadził zakład fotograficzny). Przy ulicy zamieszkiwali: ks. Wasylij Czemarnyk (nr domu 198), c. k. nadradca wyższego sądu krajowego Joachim Tomaszewski.